# Danh sách tập phim Lupin III Part II (mùa 1)
Đây là danh sách tập phim mùa 1 giai đoạn 1977-1980 của phim hoạt hình Nhật Bản Lupin The Third Part II được sản xuất bởi công ty hoạt hình Nhật Bản Tokyo Movie Shinsha. Mùa đầu tiên gồm 26 tập phát sóng từ 3 tháng 10 năm 1977 cho đến 3 tháng 4 năm 1978 trên kênh NTV (Nippon Television). Phiên bản chuyển thể tiếng Anh của Adult Swim bắt đầu từ 13 tháng 1 năm 2003. Anime được dựa trên manga Lupin III của tác giả Monkey Punch sáng tác năm 1967.

## Danh sách tập phim
Lưu ý: "Tiêu đề tiếng Anh" có trên DVD khu vực 1 phát hành bởi Pioneer/Geneon Entertainment. Tập 1-26 được phát sóng trên Adult Swim trừ tập 3
| STT theo loạt phim | STT theo mùa | Tên tập phim gốc                                           | Tên tiếng Anh                         | Ngày phát sóng       |
| ------------------ | ------------ | ---------------------------------------------------------- | ------------------------------------- | -------------------- |
| 1                  | 1            | "Lupin Sansei Sassou Toujou" (ルパン三世颯爽登場)          | "Return of Lupin III"                 | 3 tháng 10 năm 1977  |
| 2                  | 2            | "Rio no Yuuhi ni Saku Satsutaba" (リオの夕陽に咲く札束)    | "Guns, Buns, and Fun in the Sun"      | 10 tháng 10 năm 1977 |
| 3                  | 3            | "Hitler no Isan" (ヒトラーの遺産)                          | "To Be or Nazi Be"                    | 17 tháng 10 năm 1977 |
| 4                  | 4            | "Nessie no Uta ga Kikoeru" (ネッシーの唄が聞こえる)        | "50 Ways to Leave Your 50 Foot Lover" | 24 tháng 10 năm 1977 |
| 5                  | 5            | "Kinka no Hakobikata Oshiemasu" (塊の運び方教えます)       | "Gold Smuggling 101"                  | 31 tháng 10 năm 1977 |
| 6                  | 6            | "Pisa no Shatoo wa Tatteiru ka" (ピサの斜塔は立っているか) | "Shaky Pisa"                          | 7 tháng 11 năm 1977  |
| 7                  | 7            | "Tutankhamen Sanzen no Noroi" (ツタンカーメン三千年の呪い) | "Cursed Case Scenario"                | 14 tháng 11 năm 1977 |
| 8                  | 8            | "Venicia Chootokkyuu" (ベネチア超特急)                     | "Disorient Express"                   | 21 tháng 11 năm 1977 |
| 9                  | 9            | "Ukiyoe Blues wa Ikaga" (浮世絵ブルースはいかが)           | "Now Museum, Now You Don't"           | 28 tháng 11 năm 1977 |
| 10                 | 10           | "File M123 o Nusume" (ファイルM123を盗め)                  | "ZenigataCon"                         | 5 tháng 12 năm 1977  |
| 11                 | 11           | "Monaco GP ni Kakero" (モナコGPに賭けろ)                   | "Who's Vroomin' Who?"                 | 12 tháng 12 năm 1977 |
| 12                 | 12           | "Daitooryoo e no Okurimono" (大統領への贈り物)             | "The Sleight Before Christmas"        | 19 tháng 12 năm 1977 |
| 13                 | 13           | "San Francisco Daitsuiseki" (サンフランシスコ大追跡)       | "I Left My Mind in San Francisco"     | 26 tháng 12 năm 1977 |
| 14                 | 14           | "Carib no Daibooken" (カリブ海の大冒険)                    | "Curse of the Jumbo Juju"             | 9 tháng 1 năm 1978   |
| 15                 | 15           | "Meitantei Sora o Yuku" (名探偵空をゆく)                   | "The Case of the Risible Dirigible"   | 16 tháng 1 năm 1978  |
| 16                 | 16           | "Futatsu no Kao no Lupin" (二つの顔のルパン)               | "Crude Reproduction, Perfect Frame"   | 23 tháng 1 năm 1978  |
| 17                 | 17           | "Oildollar o Nerae" (オイルダラーを狙え)                   | "Sheik-Down"                          | 30 tháng 1 năm 1978  |
| 18                 | 18           | "Black Panther" (ブラック·パンサー)                        | "My Birthday Pursuit"                 | 6 tháng 2 năm 1978   |
| 19                 | 19           | "Juunen Kinko wa Yabureru ka" (十年金庫は破れるか)         | "A Safe Bet"                          | 13 tháng 2 năm 1978  |
| 20                 | 20           | "Oitsumerareta Lupin" (追いつめられたルパン)               | "Hell Toupee"                         | 20 tháng 2 năm 1978  |
| 21                 | 21           | "Goemon no Fukushuu" (五ェ門の復讐)                        | "The Last Mastery"                    | 27 tháng 2 năm 1978  |
| 22                 | 22           | "Nazo no Nyoonin Yakata o Sagure" (謎の女人館を探れ)       | "Lupin in Paradise"                   | 6 tháng 3 năm 1978   |
| 23                 | 23           | "Daiyojigen no Majo" (第4次元の魔女)                       | "Auntie Ballistic"                    | 13 tháng 3 năm 1978  |
| 24                 | 24           | "Kaitoo Nezumi-Koozoo Arawaru" (怪盗ねずみ小僧現わる)      | "Rats to You"                         | 20 tháng 3 năm 1978  |
| 25                 | 25           | "Hissatsu Tokage Kenzan" (必殺鉄トカゲ見参)                | "Lair of the Land-Shark"              | 27 tháng 3 năm 1978  |
| 26                 | 26           | "Bara to Pistol" (バラとピストル)                          | "Shot Through the Heart"              | 3 tháng 4 năm 1978   |